# О славе
О славе (лат. De gloria) — одно из утраченных произведений Цицерона. Было написано весной или в начале лета 44 до н. э. Представляло собой небольшой трактат (в двух книгах). Сохранившиеся фрагменты настолько незначительны, что не позволяют сделать вывод о содержании . Цицерон в письмах к Аттику от 11 и 16 июля 44 до н. э. сообщает о посылке ему этого произведения, и просит читать его тайно и только хорошим слушателям . Некоторые историки на основании этого высказывали предположение, что трактат имел политическое содержание и мог быть направлен против приверженцев Цезаря, которых его слава ослепляет даже после смерти диктатора .
Считается, что это произведение было найдено и снова утеряно в XIV веке. Петрарка получил манускрипт в подарок от своего друга Раймондо Соранцо, но вместо того, чтобы сразу сделать список, передал его на время своему старому преподавателю латыни бакалавру Конвеневоле да Прато, который выпросил текст для какой-то работы. Больше Петрарка эту рукопись не видел. Бакалавр то ли потерял её, то ли дал кому-то почитать, то ли заложил . Петрарка был настолько раздосадован, что разорвал с Конвеневоле всякие отношения . И через несколько лет, во втором письме к Цицерону (19 декабря 1345) поэт сокрушался об этой потере, хотя не терял надежды, что рукопись может к нему вернуться 